# 木村多司馬
木村多司馬（きむら たじま、木村夛司馬・木村夛司摩とも）は、大相撲の行司の名跡の一つ。江戸期から明治期にかけて6人が名乗ったが、1887年以降襲名されておらず事実上途絶えている。襲名の経緯が不明瞭なことや名跡の格などを考慮しても、今後誰かが襲名する可能性は極めて低いものと思われる。
- 初代 最高位は次席。番付上の表記は「木村夛司摩」。
- 2代　文政9年10月から襲名。襲名中の文政12年2月に廃業。
- 3代　後の13代木村庄之助。襲名期間は嘉永元年11月～嘉永6年2月。
- 4代　最高位は6人目。嘉永7年10月から襲名。襲名中の安政2年2月に廃業。
- 5代　最高位は8人目。元治元年4月から襲名。襲名中の慶応4年6月に死去。
- 6代　後の11代木村庄太郎。最高位は4人目。襲名期間は明治3年4月～明治20年1月。